# Rychlebské hory
Rychlebské hory (též Rychleby, dříve Rychlebské pohoří, polsky Góry Złote, německy Reichensteiner Gebirge) jsou geomorfologický celek v Česku. Mnoho obcí a sídel zde zaniklo po odsunu původního německého obyvatelstva po druhé světové válce. Svůj název získaly podle polského města Złoty Stok („zlatý svah“, původně německy Reichenstein, česky Rychleby), které sousedí přes státní hranici s Bílou Vodou.

## Poloha
Nacházejí se v Javornickém výběžku, severozápadně od města Jeseníku. Pohoří se táhne mezi Bílou Vodou v samé špici výběžku a Ostružnou na jihu v délce třiceti kilometrů. Jsou hraničním pohořím jednak mezi Českem a Polskem a zároveň i mezi historickými zeměmi Slezskem a Kladskem (před rokem 1742 Čechami). Pohoří je odděleno Kladským sedlem od masívu Králického Sněžníku a Ramzovským sedlem od Hrubého Jeseníku.
V horách se nacházejí obce Nové Vilémovice a Travná, s poutním kostelem a hraničním přechodem do Polska.

## Horopis
Nejvyšší horou Rychleb je Smrk (1127 m n. m.), nacházející se blízko historického trojmezí Moravy, Slezska a Kladska. Druhou nejvyšší horou je Travná hora (1124 m n. m.) nacházející se tři kilometry severozápadně od Ostružné, třetí je Polská hora (1107 m n. m.) vzdálená osm kilometrů severozápadně od Ramzové. Celkem je na české straně Rychlebských hor sedmnáct tisícovek, soustředěných v Hornolipovské hornatině v jižní části pohoří.
Hřebeny Rychleb mají poměrně mělká sedla, kromě Smrku mají prominenci (převýšení od sedla) nad 50 m jen Polská hora a Studený. Téměř polovina tisícovek má naopak prominenci pod 15 metrů a jsou tedy jen vedlejšími vrcholy.
Podrobný seznam hor a kopců obsahuje Seznam vrcholů v Rychlebských horách.
Geomorfologické členění české části Rychlebských hor zobrazuje následující tabulka.
| Geomorfologické členění Rychlebských hor                                             | Geomorfologické členění Rychlebských hor | Geomorfologické členění Rychlebských hor                                           |
| ------------------------------------------------------------------------------------ | ---------------------------------------- | ---------------------------------------------------------------------------------- |
| ČESKÁ VYSOČINA • Krkonošsko-jesenická subprovincie • Jesenická oblast                |                                          |                                                                                    |
| HORNOLIPOVSKÁ HORNATINA                                                              | Velkovrbenské rozsochy                   | Kunčické rozsochy (Kunčický hřbet, 1053 m) Jivinské rozsochy (Polská hora, 1106 m) |
| HORNOLIPOVSKÁ HORNATINA                                                              | Petříkovská hornatina                    | Smrčská hornatina (Smrk, 1127 m) Kopřivnické rozsochy (Studený, 1042 m)            |
| TRAVENSKÁ HORNATINA                                                                  | Nýznerovská hornatina                    | nečlení se (Špičák, 958 m)                                                         |
| TRAVENSKÁ HORNATINA                                                                  | Hřibovská hornatina                      | nečlení se (Borůvková hora, 900 m)                                                 |
| TRAVENSKÁ HORNATINA                                                                  | Hoštický stupeň                          | nečlení se (Jánský vrch, 375 m)                                                    |
| SOKOLSKÝ HŘBET                                                                       | nečlení se                               | nečlení se (Studniční vrch, 992 m)                                                 |
| PROVINCIE • Subprovincie • Oblast / Celek / PODCELEK • Okrsek • Podokrsek • (vrchol) |                                          |                                                                                    |

## Fauna
Co se týče obratlovců a savců, běžný je výskyt srnce obecného, jelena lesního, rysa ostrovida či lišky obecné. Bohatý podrost a dostatek příležitostí k bahenním koupelím přeje také praseti divokému. Pohyb velkých šelem jako je např. medvěd je velice vzácný, nicméně v nedávné době[kdy?]} byl pomocí fotopastí zachycen pohyb minimálně jednoho dospělého vlka. Tento druh šelmy se sem navrátil[kdy?] po sedmdesáti letech, kdy byl lidmi vyhnán. Návrat vypovídá o opuštěném a odlehlém charakteru Rychlebských hor. Hmyz je nejvíce zastoupen plošticemi, rovnokřídlými, ovádovitými a význačný je i výskyt velkých lesních mravenců.

## Turistika
Mezi turisticky nejatraktivnější části patří jih pohoří, kde se nalézají horská střediska Ostružná, Ramzová a Petříkov. Oblíbeným cílem pěších turistů, běžkařů i cyklistů je chata Paprsek. V podhůří je několik lomů nerostných surovin – vápence, žuly a grafitu. Známé jsou také Nýznerovské vodopády, zřícenina hradu Rychleby, rozhledna na Borůvkové hoře či Šafářova skála. Součástí výletních míst jsou také dostupnější i méně dostupné zatopené lomy.
V roce 2009 vznikla u Černé Vody síť singltreků Rychlebské stezky, speciálně upravených úzkých lesních cest pro zábavnou jízdu na horském kole. Celková délka těchto stezek je několik desítek kilometrů.

## Galerie
- Rozhledna na Borůvkové hoře
- Rudawiec, Polská hora
- Zřícenina hradu Rychleby
- Lom Rampa u Černé vody
- Lom Transgranit
- Tančírna v Račím údolí